# آئورا گاریدو
آئورا گاریدو (اسپانیایی: Aura Garrido‎؛ زادهٔ ۲۹ مهٔ ۱۹۸۹) بازیگر اهل اسپانیا است. وی از سال ۲۰۰۹ میلادی تاکنون مشغول فعالیت بوده‌است.

## گزیدهٔ فیلم‌شناسی

### سینما
- دره مردگان[۲] (۲۰۲۰)
- کشتار توأمان: خاموشی شهر سپید[۳] (۲۰۱۹)
- اخطار[۴] (۲۰۱۸)
- استکهلم[۵] (۲۰۱۳)
- جسد[۶] (۲۰۱۲)
- فارغ‌التحصیلی روح[۷] (۲۰۱۲)

### تلویزیون
- بی‌گناه
- فیزیک یا شیمی (۲۰۰۹)